# 珀耳修斯山
珀耳修斯山（英語：Mount Perseus），是南極洲的山峰，位於南桑威奇群島的坎德爾默斯島東部，海拔高度455米，在1971年由英國南極名稱諮詢委員會命名，由英國海外領土管轄。